# Pauline Viardotová
Pauline Viardotová, rodným jménem Michelle Ferdinande Pauline Garcíaová (18. července 1821, Paříž – 18. května 1910, Paříž) byla francouzská operní pěvkyně-mezzosopranistka a hudební skladatelka španělského původu. Byla dcerou operního pěvce Manuela Garcíi a blízkou přítelkyní básníka Ivana Sergejeviče Turgeněva. Hru na klavír studovala u Franze Liszta a skladbu u českého skladatele Antonína Rejchy.